# Teletón 1994 (Chile)
La Teletón 1994 fue la duodécima versión de la campaña solidaria realizada en Chile los días 2 y 3 de diciembre en el Teatro Casino Las Vegas. El lema de esta versión fue «El compromiso de Chile». La niña símbolo fue Loreto Manzanera.
Esta versión se realizó después de 24 meses, debido a que en diciembre de 1993 se realizaron elecciones parlamentarias y presidenciales. El total recaudado llegó a $ 3 640 268 169 (US$ 9 100 715).

## Participantes
| - Myriam Hernández (intérprete del himno oficial "Compromiso") - Illapu - Keko Yunge - Sexual Democracia - Parkinson - Patricio Renán - Danny Chilean - Susy Vecky - Los Tigres - Beatlemanía - Cecilia - Maritza - Carlos González - Paolo Salvatore - Los Hermanos Bustos - Eliseo Guevara - Pachuco y la Cubanacán - Cecilia Echenique con el tema "Cómo voy a renunciar a ti" - El Huaso Clavel - Los Chacareros de Paine - El Monteaguilino - Sonora Palacios - Andrea Labarca - Pablo Herrera (cantante) - Fernando Casas - René Inostroza - Zalo Reyes - Álvaro Scaramelli - Los Huasos Quincheros - La Sociedad - Fernando Ubiergo - Alberto Plaza - Roberto Vander - Sergio Lillo - José Alfredo Fuentes - Wildo - Gloria Benavides - Congreso - Luis Jara | - Christina y Los Subterráneos - Los Temerarios - Los Calzones Rotos - Menudo - Technotronic - Majo & Co - Laura Pausini - Luis Ángel - Aleks Syntek y la Gente Normal - Wilfrido Vargas - Los Kofre - Azúcar Moreno - Proyecto Uno - Karolina con K - Ricardo Montaner - José Luis Gioia - Dino Gordillo - Daniel Vilches - Eduardo Thompson - Guillermo Bruce - Pepe Tapia - Bombo Fica - La Cuatro Dientes - Pinto, Paredes y Angulo - Los Indolatinos - Palta Meléndez - Álvaro Salas - Bafochi - Bafona - Alexandra y su ballet - Albert Lucas, malabarista - Martín Lunas, El Pajarito - El mago Robot - Bebu Silvetti - Raúl Di Blasio | - Cachureos - Pipiripao - El Club Disney - El Mundo del Profesor Rossa - Tatiana Merino - Marixa Balli - María Fernanda Callejón - Sandra Callejón - Paola Volpe - Angélica Castro - Universidad Católica de Chile Televisión (Desde Iquique) - Fernando Alarcón - Universidad Católica de Chile Televisión (Desde Chuquicamata) - Raúl Alcaíno - Universidad Católica de Chile Televisión - Raquel Argandoña - Marcelo Comparini - Chilevisión (Desde Concepción) - Claudia Conserva - Chilevisión (Desde Concepción) - Eli de Caso - Megavisión - Loreto Delpín - Universidad Católica de Chile Televisión - José Alfredo Fuentes - Universidad Católica de Chile Televisión - Jorge Hevia - Televisión Nacional de Chile - Margot Kahl - Televisión Nacional de Chile - Mario Kreutzberger - Universidad Católica de Chile Televisión - Raúl Matas - Universidad Católica de Chile Televisión - Javier Miranda - Universidad Católica de Chile Televisión - Kike Morandé - La Red Televisión - Paulina Nin de Cardona - Televisión Nacional de Chile - Viviana Nunes - Universidad Católica de Chile Televisión - Susana Palomino - Megavisión - Javier Romero - Univision (Animador Invitado) - Eliseo Salazar - Universidad Católica de Chile Televisión - Marcela Vacarezza - La Red Televisión (Desde Chuquicamata) - Juan Carlos Valdivia - Chilevisión - Julio Videla - Megavisión - Juan Guillermo Vivado - Chilevisión - Antonio Vodanovic - Megavisión - Mauricio Israel - Chilevisión (Desde Iquique) |

## Telefonistas (solamente bloque de apertura)
- Ricardo Israel (I Región)
- Paola Camaggi (II Región)
- Jorge Eduardo (III Región)
- Vanessa Reiss (IV Región)
- Roberto Nicolini (V Región)
- Juan Carlos Latorre (VI Región)
- Jeannette Frazier (VII Región)
- María Angélica Cristi (VIII Región)
- Ivette Vergara (IX Región)
- Nicolás Vergara (X Región)
- Mary Rogers (XI Región)
- Jaime Campusano (XII Región)
- Juan Carlos Saunier (Región Metropolitana)
- Angélica Castro (Región Metropolitana)
- Shai Agosín (Llamadas internacionales)
- Juan Antonio Coloma (Llamadas internacionales)

## Transmisión
- La Red Televisión
- UCV Televisión
- Televisión Nacional de Chile
- Megavisión
- Chilevisión Red de Televisión Universidad de Chile
- Universidad Católica de Chile Televisión
- Telenorte
- Red Metrópolis Televisión por Cable
- Red TV Cable Intercom
- Red VTR/Cablexpress

### Programación
| Horario                                | Bloque                   | Contenido y presentaciones musicales |
| -------------------------------------- | ------------------------ | --- |
| 22:00                                  | Obertura                 | Conducción de Don Francisco, Antonio Vodanovic, Juan Guillermo Vivado, Margot Kahl, Julio Videla, Kike Morandé, José Alfredo Fuentes. Actuaciones musicales - Myriam Hernández y Bebu Silvetti - "Compromiso" (himno Teletón 1994) - Christina y Los Subterráneos - "Pálido", "Mil pedazos" - Illapu - "Volarás", "Lejos del amor" - Keko Yunge - "Estoy pensando en ti" - Los Temerarios - "Una tarde fue", "Enamorado de tí" |
| 00:05                                  | Bloque juvenil           | Desde el gimnasio municipal de Concepción. Animan Claudia Conserva y Marcelo Comparini junto a Hernán Hevia, Aracely Vitta, Cristian de la Fuente, Ivan Valenzuela, Arturo Walden "El Kiwi", Pamela Peragallo y Carlos Embry. Actuaciones musicales - Los Calzones Rotos - "Porrompompero", "Cuídate la cola" - Aleks Syntek y la Gente Normal - "El camino" |
| 00:42                                  |                          | Bloque Teatro Teletón Actuaciones musicales - Technotronic - "Move it to the rythm" - Wilfrido Vargas - "Por la plata baila el mono" |
| 01:15                                  | Risatón                  | Actuaciones musicales - Majo & Co - "Macarena" |
| 02:50                                  | Bloque juvenil           | Bloque juvenil desde Concepción. |
| 03:15                                  | La nueva ola             | Con la conducción de Javier Miranda y Raúl Alcaino. |
| 03:50                                  | Vedetón                  | |
| 05:50                                  | Mujeres al despertar     | Desde el Teatro Teletón, con la conducción de Kike Morandé y Antonio Márquez. Actuaciones musicales - Luis Ángel - "Buena fortuna" |
| 07:25                                  | Noticiario Teletón       | Realizado desde el departamento de Prensa de Megavisión, con Susana Horno (Megavisión), Alejandro Guillier (TVN), Jorge Díaz Saenger (Canal 13), Rodolfo Baier (CHV) y Eugenio Cornejo Correa (La Red). |
| 08:00                                  | Bloque matinal           | Desde el mercado de Chillán, con Jorge Hevia, Katherine Salosny, Patricio Frez y Germán Valenzuela. |
| 08:30                                  |                          | Teatro Teletón. |
| 08:40                                  | Bloque matinal           | Desde el mercado de Chillán, con Jorge Hevia, Katherine Salosny, Patricio Frez y Germán Valenzuela. |
| 09:25                                  |                          | Teatro Teletón. Pachuco y la Cubanacán: Con la conducción de Don Francisco, Antonio Vodanovic y Viviana Nunes. |
| 11:15                                  | Bloque infantil          | Desde el Teatro Monumental, con la participación de Cachureos, El Profesor Rossa, Pipiripao y El Club Disney. |
| 11:45                                  | Tenis en silla de ruedas | Desde el Rancho de Hans Gildemeister, el partido de exhibición entre el número 1 y el número 2 del mundo en esta especialidad. Teatro Teletón. Donaciones, artistas: Con la conducción de Don Francisco, Antonio Vodanovic y Viviana Nunes. |
| 14:00                                  | Bloque de humor          | Desde el Teatro Teletón: Conducen Don Francisco, Antonio Vodanovic, Juan Carlos Valdivia y Javier Romero. Incluyó las actuaciones de Palta Meléndez, Los Indolatinos, "Pinto, Paredes y Angulo". Se realizó un contacto con el entonces Presidente Eduardo Frei Ruiz-Tagle. |
| 17:20                                  | La tarde en Teletón      | Desde Puerto Montt: Animan Julio Videla y Loreto Delpín. Actuaciones musicales - Sonora Palacios |
| 18:30                                  |                          | Teatro Teletón. Con Don Francisco, Antonio Vodanovic, Eliseo Salazar, Susana Palomino y Raquel Argandoña. Actuaciones musicales - La Sociedad - "Y nada quedará" - Alexandra - "No juegues con mi vida", "Sin él" - Álvaro Scaramelli - "Bodeguero" |
| 19:30                                  | La magia en Teletón      | Desde Chuquicamata: Conducen Fernando Alarcón y Marcela Vacarezza. |
| 20:00                                  |                          | Teatro Teletón. Con Don Francisco, Antonio Vodanovic, Eliseo Salazar, Susana Palomino y Raquel Argandoña. |
| 20:25                                  | La magia en Teletón      | Desde Chuquicamata: Conducen Fernando Alarcón y Marcela Vacarezza. |
| 20:40                                  |                          | Teatro Teletón. Con Don Francisco, Antonio Vodanovic, Eliseo Salazar, Susana Palomino y Raquel Argandoña. |
| Noticieros de cada canal (21:00-22:00) |                          | |
| 22:00                                  | Cierre                   | Con la conducción de Don Francisco, Antonio Vodanovic, José Alfredo Fuentes, Jorge Hevia, Eli de Caso, Juan Guillermo Vivado, Javier Romero. Incluyó una rutina humorística de Álvaro Salas. Luego del último cómputo y una breve entrevista de Don Francisco a Jane Hermosilla y Valeria Arias, las dos primeras niñas símbolo; un grupo de artistas nacionales realizó un medley con los himnos de las teletones anteriores, desde 1980 hasta el año 1992, y finalizando con todo el público, animadores, niños símbolos y artistas entonando el "Himno de la alegría". Actuaciones musicales - Raúl di Blasio - Laura Pausini - "Amores extraños", "Se fue", "La soledad" - Azúcar Moreno - Technotronic - "Pump up the jam" - Proyecto Uno - "Está pega'o", "El tiburón" - Alberto Plaza - "Pequeño rayo de sol" - Roberto Vander - Carolina con K - Beto César - Pablo Herrera "Dale una oprtunidad" - Ricardo Montaner - "Quisiera" |

## Recaudación

### Cómputos
| Hora  | Monto en pesos  | % meta   | Monto en dólares |
| ----- | --------------- | -------- | ---------------- |
| 22:13 | $ 3 500         | < 0,01 % | $ 8              |
| 00.42 | $ 108 243 501   | 3,76 %   | $ 270 608        |
| 03:01 | $ 191 741 377   | 6,67 %   | $ 479 353        |
| 05:55 | $ 223 908 655   | 7,79 %   | $ 559 771        |
| 09:25 | $ 278 534 600   | 9,69 %   | $ 696 336        |
| 12:10 | $ 430 729 114   | 14,98 %  | $ 1 076 822      |
| 12:55 | $ 559 593 379   | 19,46 %  | $ 1 398 983      |
| 13:45 | $ 660 842 055   | 22,99 %  | $ 1 652 105      |
| 15:24 | $ 803 020 634   | 27,93 %  | $ 2 007 551      |
| 16:41 | $ 964 239 633   | 33,54 %  | $ 2 410 599      |
| 17:35 | $ 1 304 829 653 | 45,39 %  | $ 3 262 074      |
| 19:00 | $ 1 543 225 300 | 53,69 %  | $ 3 858 063      |
| 19:40 | $ 1 768 369 020 | 61,52 %  | $ 4 420 922      |
| 20:13 | $ 1 986 421 501 | 69,11 %  | $ 4 966 053      |
| 20:55 | $ 2 112 526 708 | 73,49 %  | $ 5 281 316      |
| 22:45 | $ 2 276 592 569 | 79,20 %  | $ 5 691 481      |
| 23:27 | $ 2 533 860 427 | 88,15 %  | $ 6 334 651      |
| 01:25 | $ 2 952 461 927 | 102,72 % | $ 7 381 154      |
| 02:14 | $ 3 138 513 916 | 109,19 % | $ 7 846 284      |

### Auspiciadores
| Empresa                 | Rubro                   | Monto en pesos | Monto en dólares |
| ----------------------- | ----------------------- | -------------- | ---------------- |
| Babysan                 | Pañales                 | $35 654 000    | $ 89 135         |
| Banco de Chile          | Banco                   | $48 763 212    | $ 121 908        |
| Cachantun               | Agua mineral            | $37 997 180    | $ 94 992         |
| Cerveza Cristal         | Cervezas                | $38 455 658    | $ 96 139         |
| Coca-Cola               | Bebidas                 | $40 000        | $ 100 000        |
| Colún                   | Quesos                  | $34 073 989    | $ 85 184         |
| Confort                 | Papel higiénico         | $40 000        | $ 100 000        |
| Copec                   | Petróleo                | $37 000        | $ 92 500         |
| CTC Mundo               | Telefonía               | $80 656 554    | $ 201 641        |
| Dos en Uno (Privilegio) | Chocolates              | $35 000        | $ 87 500         |
| Johnson's Clothes       | Sastrería               | $30 160 000    | $ 75 400         |
| Lucchetti               | Pastas                  | $34 273 888    | $ 85 684         |
| Nova                    | Papel absorbente        | $33 200 000    | $ 83 000         |
| Odontine                | Pasta dental            | $31 112 404    | $ 77 781         |
| Otto Kraus              | Juguetería              | $27 867 969    | $ 69 669         |
| Panadol                 | Analgésicos             | $30 500 000    | $ 76 250         |
| Pisco Control           | Pisquería               | $34 000        | $ 85 000         |
| Ripley                  | Multitiendas            | $30 469 849    | $ 76 174         |
| Savory                  | Helados                 | $30 652 418    | $ 76 631         |
| Secret                  | Desodorante Antisudoral | $29 000        | $ 72 500         |
| Sedal                   | Champú                  | $31 358 000    | $ 78 395         |
| Soda Costa              | Galletas                | $34 084 698    | $ 85 211         |
| Soprole                 | Leche                   | $40 398 805    | $ 100 997        |
| Soprole                 | Yogur                   | $29 205 069    | $ 73 012         |
| Super Pollo             | Avícola                 | $37 396 215    | $ 93 490         |
| Té Supremo              | Té                      | $32 030 721    | $ 80 076         |
| Winter                  | Cecinas                 | $34 156 840    | $ 85 392         |
| Zuko                    | Jugos en polvo          | $34 000        | $ 85 000         |
| Total                   | 25 empresas             | $1 011 467 469 | $ 2 528 668      |

## Anécdota
- A partir de esta edición el horario de inicio del programa es el de las 22 horas del viernes, el cual se mantiene hasta la fecha. Desde 1978 hasta 1992 la Teletón comenzaba a las 21:30 horas; pero en 1990 la emisión inició a las 21 horas debido a la sequía hidrográfica que afectaba a Chile en esa época y que ocasionó cambios en los horarios de programación de todos los canales de televisión del país.
- Fue la última vez que la campaña tuvo su cierre en el Teatro Teletón de manera programada, sólo en tres ocasiones volvieron a realizar el cierre en dicho recinto por algunos motivos:
  - En la edición de 2014 se volvió a realizar en dicho recinto debido a las fuertes lluvias que afectaron a la zona centro-sur del país y cuya consecuencia fue la suspensión del bloque de cierre en el Estadio Nacional Julio Martínez Prádanos.
  - En la edición de 2020 se volvió a realizar toda la campaña de aquel año en el Teatro Teletón pero sin público a causa de la Pandemia de COVID-19. Sin embargo, esta situación volvió a repetirse en la edición de 2021 pero con la reducción del aforo del público en el Teatro Teletón para realizar el evento en dicho recinto.
- Posteriormente, utilizando la escenografía de Teletón 94, Canal 13 en conjunto con Univision desarrollaron el especial navideño llamado "Una Noche de estrellas", en donde además acudieron varios artistas que actuaron en esa versión de la cruzada como Azúcar Moreno, Karolina con K el cantante Chileno Pablo Herrera (cantante) y Proyecto Uno.
- Fue la primera Teletón que se realizó bajo el gobierno de Eduardo Frei Ruiz-Tagle.